# ماهی‌دشت
ماهی‌دشت، روستایی در دهستان فهرج بخش مرکزی شهرستان فهرج در استان کرمان ایران است.

## جمعیت
بر پایه سرشماری عمومی نفوس و مسکن در سال ۱۳۹۵، جمعیت این روستا برابر با ۴۰۸ نفر (۱۱۸ خانوار) بوده‌است.